# 石川県医師信用組合
石川県医師信用組合（いしかわけんいししんようくみあい）は、石川県金沢市に本店を置く信用組合。
1964年7月設立。石川県内の医師や医療機関を対象とした、職域の信用組合である。